# Lulemål
Lulemål (båndmaLe) är en av Norrbottens fem svenska genuina dialekter. Lulemålet kan uppdelas i rånemål, som främst talas längs Råne älv, och de egentliga lulemålen efter Lule älv. De egentliga lulemålen kan i sin tur uppdelas i överlulemål och nederlulemål längre upp resp. ner efter älven. 

## Språkdrag
Liksom grannmålen innehåller lulemålet såväl konservativa språkdrag som innovativa. Typiska drag är diftonger istället för enkla vokaler, varav de vanligaste är öy av äldre långt i, åo av äldre långt o, eo av äldre au och långt u, oi av øy, och bevarat ei. Några exempel på diftongering: heose 'hus(et)', båoLe 'bord(et)', öysn 'is(en)' (på rånemål heter det dock oftast äisn). Vokalen motsvarande fornnordiska á (svenska å) uttalas som a, så att det heter igar 'igår', tar 'tår' o.s.v., liknande gotländskan, motsvarande skelleftemålets uttal någonstans mellan a och å. Ett annat drag, som också finns i andra mål i Norrbotten, är assimileringen av n i ord som slutar på -and och -ang, så att det på lulemål heter strät 'strand', hät 'hand', läk 'lång', täk 'tång', o.s.v., och likaså med m i -amb, så att 'kam' heter käp (fno. kambr). Särskilt typiskt är hur fornnordiska hv, som i målet vanligen heter w, i obetonad ställning har utvecklats till b i ord som bo 'vad' och bom 'vem' vid sidan av wo och wom (fno. hvat, hveim).
Utöver de många lågtyska lånorden, förekommer också finska ord, latinska ord, och svenska ord som älv i stället för a ('å'), samt franska ord troligtvis tillkomna under 1700-talet.

## Status
I dagsläget (2016) är nederlulemålet utdött enl. Jan-Olov Nyström och överlulemålet talas endast av en handfull äldre personer. Rånemålet är måhända livaktigare. Befolkningen i området har under 1900-talet övergått till ett mycket mer rikssvenskt sätt att tala. Som exempel på skillnaden mellan lulemål och dagens dialekt på orten kan man anföra en enkel mening som bors jer do 'var är du?', som numer utsägs ungefär som vars älu, eller bo hä do ve de för mät idä 'vad har du med dig för mat idag?' som numer utsägs som va halu me de fö mat ida. 